# Teucrium corymbosum
Teucrium corymbosum, comumente conhecida como germander-da-floresta, é uma erva perene da família Lamiaceae, originária da Austrália e Nova Guiné. A espécie floresce no sudeste da Austrália, em florestas e áreas de clareiras. Ela cresce 1,5 metros de altura e produz flores brancas, principalmente entre agosto e abril na área nativa da espécie.